# Hashim Amla
Hashim Mohammad Amla (Tongaat, 31 de maio de 1983) é um jogador sul-africano profissional de críquete. Ele é um batedor destro e em ocasiões necessárias um arremessador.
Hashim Amla, tem um irmão jogador de críquete, Ahmed Amla. Ele é muçulmano de descendência indiana, atualmente defende o Cape Cobras.